# Michele Mascitti

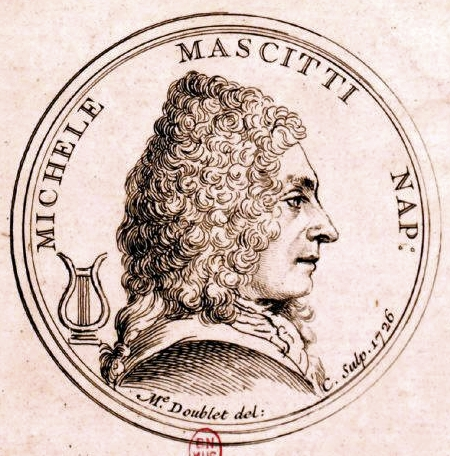
Michele Mascitti

Michele Mascitti (Villa Santa Maria, 1664 – Parigi, 19 aprile 1760) è stato un violinista e compositore italiano.

## Biografia
Nacque a Villa Santa Maria in provincia di Chieti nel 1664 (?), e studiò il violino fin dalla giovinezza con lo zio Pietro Marchitelli, che all'epoca ricopriva la carica di violinista della Cappella Reale di Napoli e presso il Teatro di San Bartolomeo. Mascitti, trasferitosi poi nella città di Napoli, suonò anch'egli nella Reale Cappella in qualità di "violino soprannumerario", e soggiornò in seguito in varie città italiane, tedesche e olandesi fino al 1704, anno in cui si trasferì definitivamente a Parigi. Qui, entro il 1738, pubblicò almeno nove volumi di sonate e nel 1739 venne naturalizzato francese e ribattezzato dai contemporanei Michel.
Da questo periodo in poi, data la sua grande fama, godette della protezione del duca d'Orleans, dell'elettore di Baviera e del cardinale Pietro Ottoboni.

## Opere
- 6 Sonate per violino solo (violino solistico) con cembalo o violone e 6 sonate per violino, violoncello e basso continuo op.1 (1704)
- 15 Sonate da camera per violino solo col violone o cembalo op.2 (1706)
- 12 Sonate da camera per violino solo col violone o cembalo op.3 (1707)
- 8 Sonate a violino solo e basso continuo, e 6 sonate per 2 violini e basso continuo op.4 (1711)
- 12 Sonate a per violino solo e basso continuo op.5 (1714)
- 15 Sonate per violino solo e basso continuo, e sonate per 2 violini e basso continuo op.6 (1722)
- 8 Sonate per violino solo e basso continuo, e quattro concerti in 6 parti op.7 (1727)
- 12 Sonate per violino solo e basso continuo op.8 (1731)
- 12 Sonate per violino solo e basso continuo op.9 (1738)